# Thorunna halourga
Thorunna halourga is een zeenaaktslak die behoort tot de familie van de Chromodorididae. Deze slak komt voor in het westen van de Grote Oceaan (voor de kusten van onder andere Zuid-Japan, de Filipijnen, de Marshalleilanden, Papoea-Nieuw-Guinea en Oost-Australië). 
De slak is lichtpaars gekleurd, met een witte mantelrand. De kieuwen en de rinoforen zijn doorschijnend en paars. Ze wordt, als ze volwassen is, zo'n 7 tot 12 mm lang. Ze voeden zich met sponzen.